# Ромо, Луис
Луи́с Франси́ско Ро́мо Барро́н (исп. Luis Francisco Romo Barrón; род. 5 июня 1995, Аоме, Синалоа) — мексиканский футболист, защитник клуба «Монтеррей» и сборной Мексики. Бронзовый призёр Олимпийских игр 2020 года в Токио. Участник чемпионата мира 2022 года.

## Клубная карьера
Ромо — воспитанник клуба «Керетаро». 21 июля 2018 года в матче против «Атласа» он дебютировал в мексиканской Примере. 2 декабря в поединке против «Крус Асуль» Луис забил свой первый гол за «Керетаро». В начале 2020 года Ромо перешёл в «Крус Асуль». 18 января в матче против «Атлетико Сан-Луис» он дебютировал за новый клуб. 26 января в поединке против «Сантос Лагуна» Луис забил свой первый гол за «Крус Асуль». В 2021 году игрок помог команде выиграть чемпионат.
В начале 2022 года Ромо перешёл в «Монтеррей». 15 января в матче против «Некаксы» он дебютировал за новую команду. 10 апреля в поединке против своего бывшего клуба «Сантос Лагуна» Луис забил свой первый гол за «Монтеррей». 

## Международная карьера
20 ноября 2019 года в Лиге наций КОНКАКАФ против сборной Бермудских Островов Ромо дебютировал за сборную Мексики. 15 июня 2022 года в поединке Лиги наций КОНКАКАФ против сборной Ямайки он забил свой первый гол за национальную команду.
В 2021 году в составе олимпийской сборной Мексики Ромо принял участие в летних Олимпийских играх 2020 в Токио. На турнире он сыграл в матчах против команд Южной Кореи, ЮАР, Франции, Бразилии и дважды Японии. В поединках против корейцев и африканцев Луис забил по мячу.
В 2022 году в составе сборной Ромо принял участие в чемпионате мира в Катаре. На турнире он был запасным и на поле не вышел. В 2023 году Ромо выиграл Золотой кубок КОНКАКАФ. На турнире он сыграл в матчах против команд Гондураса, Гаити, Катара, Коста-Рики, Ямайки и Панамы. В поединке против гондурасцев Луис забил сделал «дубль».

### Голы за сборную Мексики
| #  | Дата         | Место                                | Противник | Счёт | Результат | Соревнование                |
| -- | ------------ | ------------------------------------ | --------- | ---- | --------- | --------------------------- |
| 1. | 15 июня 2022 | Парк Независимости, Кингстон, Ямайка | Ямайка    | 1:1  | 1:1       | Чемпионат мира 2022         |
| 2. | 25 июня 2023 | Эн-ар-джи Стэдиум, Хьюстон, США      | Гондурас  | 1:0  | 4:0       | Золотой кубок КОНКАКАФ 2023 |
| 3. | 12 июля 2023 | Эн-ар-джи Стэдиум, Хьюстон, США      | Гондурас  | 2:0  | 4:0       | Золотой кубок КОНКАКАФ 2023 |

## Достижения
«Крус Асуль»
- Победитель чемпионата Мексики — 2020/21

Мексика
- Победитель Золотого кубка КОНКАКАФ — 2023